# Обсада на Йорктаун
Обсадата на Йорктаун, Битката за Йорктаун или Предаването на Йорктаун през 1781 г. е решителна победа на комбинирана атака на американски сили, водени от ген. Джордж Уошингтън и френски сили, водени от граф дьо Рошамбо и Маркиз Пол де ла Файет, над британска армия, командвана от генерал-лейтенант Чарлс Корнуолис.
Кулминация на Йорктаунската кампания се оказва последната голяма сухоземна битка от Американската война за независимост в Северна Америка, тъй като предаването на армията на Корнуолис кара британското правителство в крайна сметка да започне преговори за прекратяване на конфликта.

## Предистория
През 1780 г. 5500 френски войници дебаркират в Роуд Айлънд, за да помогнат на американските си съюзници в операции срещу контролирания от британците град Ню Йорк. След пристигането на пратките от Франция, които включват възможността за подкрепа от френския западноиндийски флот на граф дьо Грас, Уошингтън и Рошамбо решават да поискат помощ от дьо Грас за обсаждане на Ню Йорк или за военни операции срещу британската армия, оперираща във Вирджиния. По съвет на Рошамбо, дьо Грас ги информира за намерението си да отплава до залива Чесапийк, където Корнуолис е поел командването на армията. Корнуолис първоначално получава объркващи заповеди от висшия си офицер, Хенри Клинтън, но в крайна сметка му се нарежда да направи отбраняемо дълбоководно пристанище, което той започва да прави в Йорктаун, Вирджиния. Маневрите на Корнуолис във Вирджиния са следени от Континентална армия, водена от маркиз дьо Лафайет.

## Ход на битката
Френската и американската армии се обединяват на север от Ню Йорк през лятото на 1781 г. Когато пристигат новини за решението на дьо Грас, съюзените армии започват да се придвижват на юг към Вирджиния, предприемайки тактика на заблуждаване, за да накара британците да повярват, че е планирана обсада на Ню Йорк. Дьо Грас отплава от Западните Индии и пристига в залива Чесапийк в края на август, докарвайки допълнителни войски и осигурявайки морска блокада на Йорктаун. Той транспортира 500 000 сребърни песо, събрани от гражданите на Хавана, Куба, за да се финансират провизии за обсадата и да се плати на континенталната армия. Докато е в Санто Доминго, дьо Грас се среща с Франсиско Сааведра де Сангронис, агент на краля на Испания Карлос III. Дьо Грас е планирал да остави няколко от военните си кораби в Санто Доминго. Саведра обещава помощта на испанския флот за защита на френския търговски флот, което позволява на дьо Грас да отплава на север с всичките си военни кораби. В началото на септември, той побеждава френски флот, воден от сър Томас Грейвс, който идва в подкрепление на Корнуолис в битката в залива Чесапийк. В резултат на тази победа, дьо Грас блокира бягството по море на Корнуолис. До края на септември Уошингтън и Рошамбо простигат и армията и флота напълно обкръжават Корнуолис.
След първоначална подготовка американците и французите построяват първия си паралел и започват бомбардировката. С отслабена британска отбрана, на 14 октомври 1781 г. Уошингтън изпраща две колони да нападнат последните големи оставащи британски външни укрепления. Френска колона превзема редут № 9, а американска колона – редут № 10. С превземането на тези укрепления, съюзниците успяват да завършат втория си паралел. С приближаването на американската артилерия и с усилването на бомбардировката, ситуацията на британците започва бързо да се влошава и Корнуолис иска условия за капитулация на 17 октомври. След двудневни преговори, церемонията по предаването се състои на 19 октомври, като Корнуолис отсъства, твърдейки, че е болен.

## Последици
С пленяването на над 7000 британски войници започват преговори между Съединените щати и Великобритания, довели до Парижкия договор от 1783 г.